# Корабельне озброєння

Корабельна башта в дії

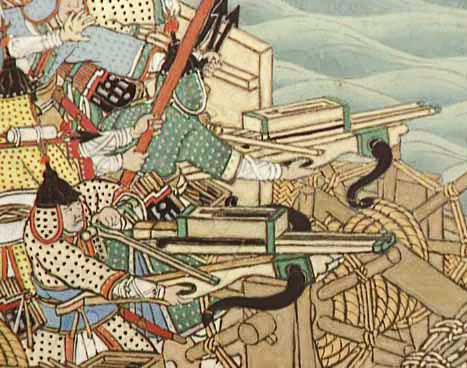
Арбалети на бойовому кораблі часів Японсько-корейської війни

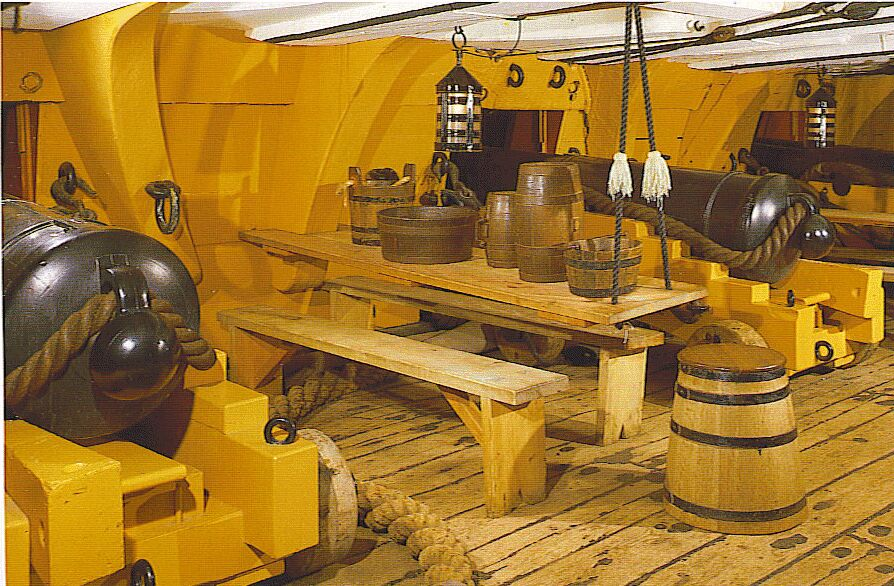
Фрагмент нижньої батареї «Вікторі». Королівський військово-морський флот Великої Британії. 1765

Типи морських мін:
A — плаваючі, B — донні (якірні), SS — підводний човен.
1 — міна, що дрейфує, 2-притоплена міна, 3-міна на мінрепі, 4-донна міна на великій глибині на короткому мінрепі, 5-донна міна, 6-міна-торпеда, 7-міна, що спливає

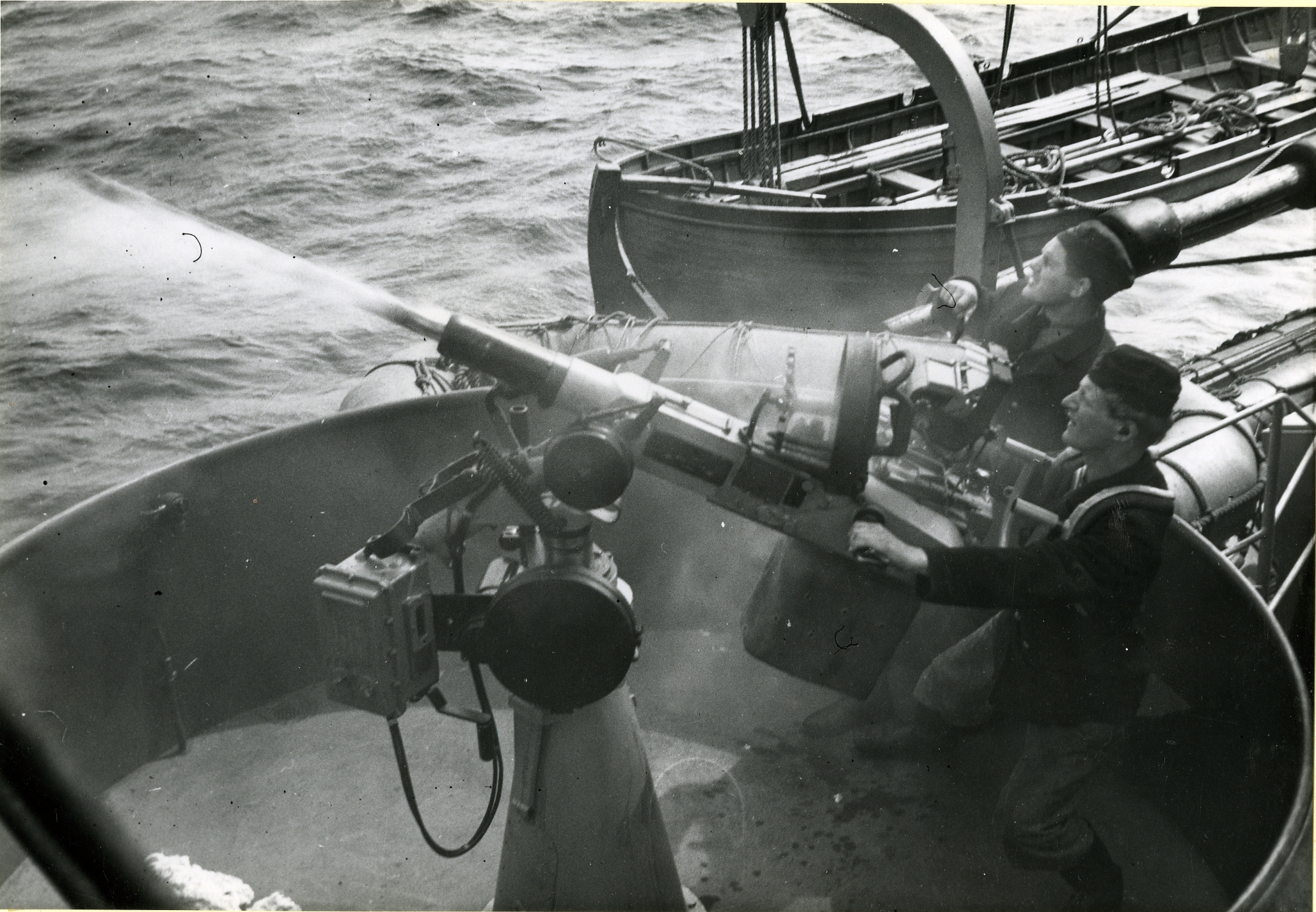
Стрільба з 20-мм автоматичної гармати, з борту шведського есмінця

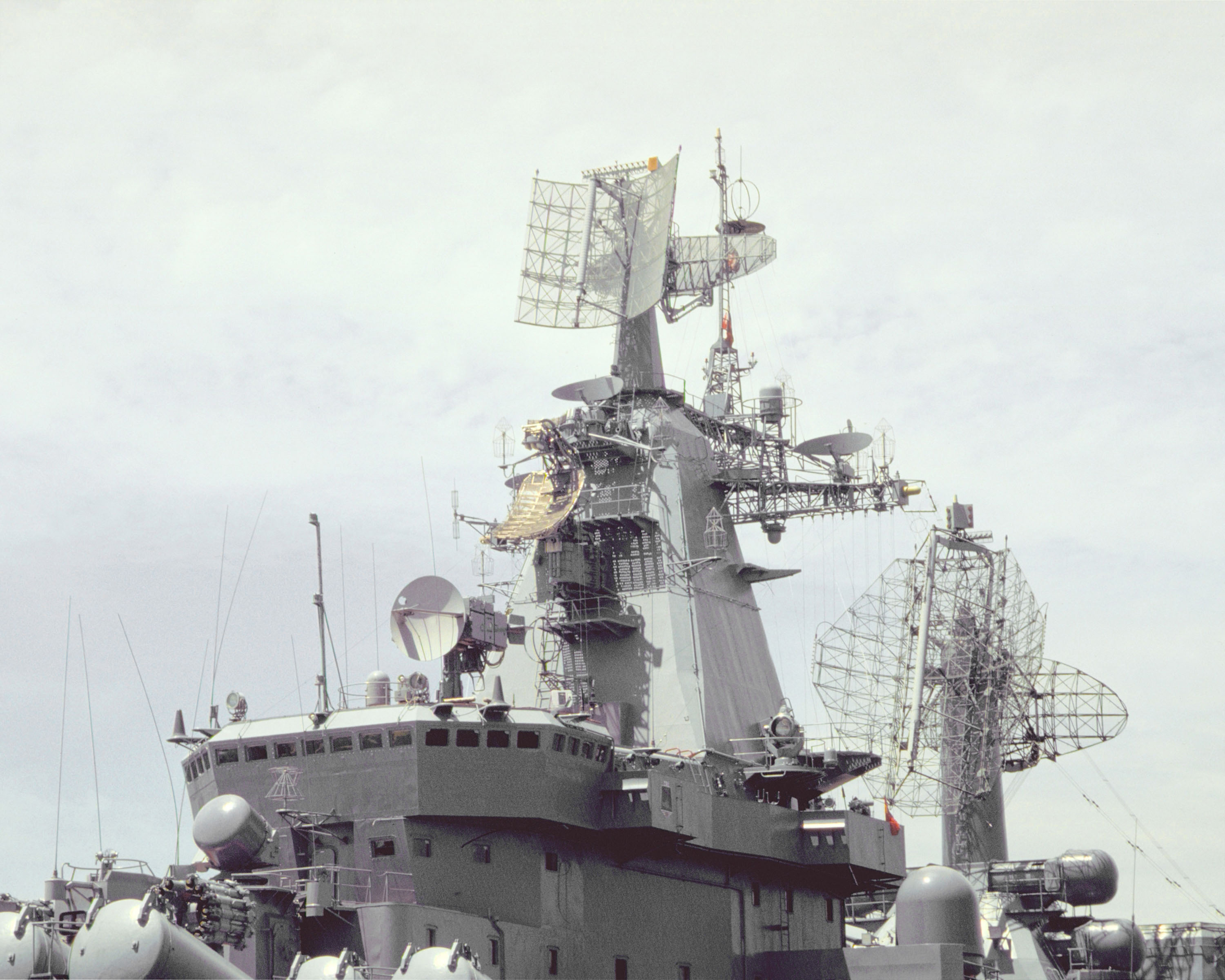
Надбудова з ГКП на борту ракетного крейсера «Маршал Устинов», типу проекту 1164

Корабельне озброєння, також корабельна зброя — сукупність різнорідних видів зброї і технічних засобів, що забезпечують їх застосування, котрі встановлюються на кораблях військово-морських сил. Носіями авіаційного озброєння є літаки і вертольоти, що базуються на бойових кораблях.

## Зміст
До видів корабельної зброї відносяться: ракетне, ракетно-торпедне, торпедне, артилерійське, бомбове (глибинні бомби), мінне.
Технічні засоби включають: радіоелектронні, гідроакустичні й навігаційні комплекси, автоматизовані системи управління зброєю і різного роду прилади.
Конкретний склад озброєння й зброї, а також технічних засобів для кожного класу, підкласу і типу корабля визначається відповідно до оперативно-тактичного призначення в процесі проектування. Найбільш повний склад корабельне озброєння встановлюється на великих за водотоннажністю надводних кораблях і підводних човнах. На інших кораблях (катерах) — в скороченому вигляді.

## Історія
Розвиток корабельного озброєння йшов надзвичайно повільно. Від тарана (Стародавня Греція) до метальних машин-катапульт (Стародавній Рим), а потім до артилерії, яка протягом тривалого часу (з кінця XIV ст. до 1-ї половини XIX ст.) була єдиною зброєю кораблів. З 2-ї половини XIX ст. темп розвитку корабельного озброєння різко виріс. З'явилося і стало застосовуватися мінна і торпедна зброя (якірні, щоглові й буксовані міни, а також саморушні міни, названі торпедами), трали, а в 2-му десятилітті XX ст. у зв'язку з широким застосуванням підводних човнів — протичовнова зброя (глибинні бомби, що скидаються або вистрілюються з бомбометів, пірнаючі артилерійські снаряди, протичовнові мережі з підвішеними патронами).
Одночасно з'явилися перші авіаносні кораблі. Поряд з різними видами зброї впроваджувалися нові технічні засоби, які забезпечували їх застосування, — далекоміри, автомати артилерійської і торпедної стрільби, радіо, гірокомпаси, гідрофони та інше.
Перед Другою світовою війною з'явилися, а в ході її удосконалювалися і широко застосовувалися палубні літаки, зенітна артилерія, реактивні бомбомети, радіолокаційна і гідролокаційна апаратура. Різко підвищилася якість усіх традиційних зразків зброї та технічних засобів. У післявоєнний період впровадження на кораблях ракетно-ядерної і торпедно-ядерної зброї, що стала головним засобом ураження, а також автоматизованих систем управління ним розширило загальний арсенал корабельного озброєння і незмірно підвищило бойові можливості кораблів.
Сучасна ракетна зброя кораблів має різне призначення і включає: комплекси балістичних ракет для ураження наземних об'єктів, що встановлюються на підводних човнах; крилаті ракети для ураження надводних кораблів і наземних об'єктів — на підводних човнах і надводних кораблях; зенітні ракети для ураження повітряних цілей — на надводних кораблях; універсальні ракети для ураження повітряних і надводних цілей — на надводних кораблях.
Ракетно-торпедна зброя включає спеціальні ракетно-торпедні комплекси, встановлювані на протичовнових кораблях, і ракети-торпеди, вистрілюються зі звичайних торпедних апаратів підводних човнів. Основне призначення цієї зброї — боротьба з підводними човнами, що знаходяться в зануреному стані.
Торпедна зброя кораблів складається з різних торпедних комплексів для підводних човнів і надводних кораблів (катерів), призначених для ураження надводних кораблів, підводних човнів і суден противника.
Артилерійська зброя в системі корабельного озброєння представлена комплексами артилерійських установок великого, середнього (універсального) і малого (зенітного) калібрів. Носіями всіх перерахованих установок на кінець XX ст. були тільки крейсери, побудовані наприкінці Другої світової війни і незабаром після неї. Надводні кораблі інших класів озброєні універсальною (1—4 гармати) і зенітною артилерією. Сучасні підводні човни артилерії не мають. Артилерійську зброю застосовується проти надводних кораблів (суден), повітряних цілей і різних об'єктів, розташованих на узбережжі.
Мінна зброя є основним видом зброї спеціально побудованих надводних і підводних загороджувачів. Кораблі решти класів зазвичай мають необхідне обладнання та пристрої для прийому, зберігання і постановки відповідного для кожного з них комплекту мін, а підводні човни можуть приймати і ставити міни з торпедних апаратів. Мінна зброя використовується для постановки загороджень з метою завдання втрат кораблям і транспортним суднам противника, а також для утруднення їх плавання.
Авіаційні засоби ураження кораблів складаються з палубних літаків і вертольотів. Основними носіями їх є авіаносці і вертольотоносці (протичовнові і десантні). Авіаносці багатоцільового призначення мають на борту літаки (штурмовики, винищувачі й інше) і вертольоти. Надводні кораблі інших класів можуть бути носіями обмеженого числа вертольотів (1—4).
В системі корабельного озброєння всі види зброї, використовуваного для знищення підводних човнів, що перебувають в підводному положенні, об'єднуються під загальним найменуванням «протичовнова зброя», яке включає: ракети-торпеди, торпеди, глибинні бомби та інше. Основними носіями цієї зброї є протичовнові надводні кораблі і підводні човни. Перші, крім того, можуть мати протичовнові вертольоти і літаки, що несуть у свою чергу торпеди і глибинні бомби (Дивись: авіаносець, вертольотоносець).
Основним засобом боротьби з мінами противника є трали, які включають різні зразки для знешкодження якірних і донних мін з акустичними, магнітними, гідродинамічними та іншими детонаторами, включаючи комбіновані. Для тралення мін застосовуються спеціально обладнані кораблі-тральщики. У воєнний час з цією метою можуть переобладнуватися рибальські траулери.
До технічних засобів, що безпосередньо забезпечують застосування корабельної зброї, відносяться спеціальні автоматизовані і напівавтоматизовані системи управління кожним з них, які тісно пов'язані з відповідними радіотехнічними (радіолокаційними, гідроакустичними тощо) й навігаційними комплексами і засобами. Ці комплекси і засоби забезпечують в межах їх дальності дії: виявлення та отримання інформації про підводні, надводні і повітряні цілі, включаючи їх класифікацію; супровід цілей і відображення їх на індикаторах; видачу вихідних даних цілевказання усім видам зброї в системи їх управління стрільбою. Гідроакустична апаратура, крім того, служить для підтримки між кораблями ближньої звукового підводного зв'язку.
До інших досить важливих технічних засобів, які кінець кінцем також забезпечують застосування зброї на кораблях, відносяться комплекси радіозв'язку і загальнокорабельні автоматизовані інформаційно-керуючі системи (АІКС). Комплекси радіозв'язку дозволяють здійснювати дальній і ближній зв'язок на довгих, коротких і ультракоротких хвилях, що забезпечує обмін інформацією з береговими командними пунктами, з командними пунктами флагманських кораблів інших з'єднань і кораблів всередині свого з'єднання, а також з літаками і вертольотами в повітрі.
Загальнокорабельні АІКС призначені: для відображення морської, повітряної та підводної обстановки, що дозволяє одночасно оцінювати обстановку, що складається в районі бойових дій корабля; для вирішення задач цілерозподілу вогневих засобів та вироблення рекомендацій для прийняття рішень на дії корабля і використання ним зброї в умовах безперервно мінливої бойової обстановки. Комплекси радіозв'язку і загальнокорабельні АІКС встановлюються в першу чергу на великих надводних кораблях (авіаносці, вертольотоносці, крейсери) і підводні човни.
Крім перерахованих технічних засобів до системи корабельного озброєння входить різного роду апаратура (радіолокаційна, інфрачервона, телевізійна та інша) й прилади, які також забезпечують застосування зброї кораблями військово-морських сил.